# Pichitus aniarmatus
Genre
Espèce
Pichitus aniarmatus, unique représentant du genre Pichitus, est une espèce d'opilions laniatores de la famille des Gonyleptidae.

## Distribution
Cette espèce est endémique de la région de Junín au Pérou. Elle se rencontre vers Pichita Caluga.

## Description
Le mâle holotype mesure 8 mm et la femelle paratype 8,5 mm.

## Publication originale
- Roewer, 1959 : « Neotropische Arachnida Arthrogastra zumeist aus Peru, IV. » Senckenbergiana biologica, vol. 40, p. 69–87.